# Purbo
Purbo is een bestuurslaag in het regentschap Batang van de provincie Midden-Java, Indonesië. Purbo telt 2237 inwoners (volkstelling 2010).